# Nikolaj (Subbotin)
Nikolaj (světským jménem: Vasilij Alexandrovič Subbotin; * 24. června 1973, Bugulma) je ruský duchovní Ruské pravoslavné církve a biskup salavatský a kumertauský.

## Život
Narodil se 24. června 1973 v Bugulmě.
Roku 1990 dokončil střední školu č. 1 v Bugulmě a biskup kazaňský a marijský Anastasij (Metkin) jej rukopoložil na diákona.
Roku 1991 byl přijat do kléru ufské eparchie, kde působil jako protodiákon do roku 2004.
V letech 1991–1994 studoval na Moskevském duchovním semináři a v letech 2001–2005 dálkově na Kyjevské duchovní akademii.
Dne 7. ledna 2004 byl arcibiskupem ufským Nikonem (Vasjukovem) rukopoložen na jereje. Stal se duchovním katedrálního chrámu svatého Sergia v Ufě.
Dne 22. prosince 2006 byl arcibiskupem Nikonem postřižen na monacha a přijal mnišské jméno Nikolaj na počest svatého Mikuláše.
V letech 2006–2009 sloužil v kyjevské metropoli. Zde působil jako pokladník a blagočinný monastýru Horodnyckého monastýru svatého Jiří v Žytomyrské oblasti.
Roku 2009 byl povýšen na archimandritu a ustanoven představeným chrámu Kazaňské ikony Matky Boží v Ufě a sekretářem eparchiální správy.
Roku 2010 dálkově dokončil Ufskou státní akademii ekonomiky a služeb.
Dne 27. července 2011 jej Svatý synod zvolil biskupem birským a vikářem ufské eparchie.
Dne 26. září 2011 byl oficiálně jmenován biskupem a o den později proběhla v chrámu svatého Martina Vyznavače v Alexejevské Nové Slobodě v Moskvě jeho biskupská chirotonie. Světiteli byli patriarcha moskevský Kirill, metropolita krutický a kolomenský Juvenalij (Pojarkov), metropolita saranský a mordovský Varsonofij (Sudakov), arcibiskup oralský a gurjevský Antonij (Moskalenko), arcibiskup istrijský Arsenij (Jepifanov), arcibiskup ufský a stěrlitamakský Nikon (Vasjukov), arcibiskup jegorjevský Mark (Golovkov), biskup solněčnogorský Sergij (Čašin) a biskup drohobyčský Filaret (Kučerov).
Dne 16. března 2012 byl ustanoven biskupem salavatským a kumertauským.